# 15e cérémonie du Prix Sud
La 15e cérémonie des Prix Sud se déroule le 25 octobre 2021 et récompense les films sortis entre le 1er octobre 2019 et le 30 septembre 2020.
Le film Las siamesas de Paula Hernández remporte neuf prix dont ceux du meilleur film et de la meilleure réalisation.

## Palmarès

### Meilleur film
- Las siamesas de Paula Hernández
  - Crímenes de familia de Sebastián Schindel
  - Le Braquage du siècle (El robo del siglo) de Ariel Winograd
  - Planta permanente de Ezequiel Radusky

### Meilleur réalisation
- Paula Hernández pour Las siamesas